# Rhabdoblatta sinuata
Rhabdoblatta sinuata es una especie de cucaracha del género Rhabdoblatta, familia Blaberidae, orden Blattodea. Fue descrita científicamente por Bey-Bienko en 1958.

## Descripción
Mide 35,0–36,0 milímetros de longitud. La hembra es más grande que el macho.

## Distribución
Se distribuye por China (Yunnan, Sichuan, Guangdong).